# Charles Massi
Pour les articles homonymes, voir Massi.
Charles Massi est un militaire et homme politique centrafricain, né le 25 juillet 1952 à Baboua (Nana-Mambéré). Plusieurs fois ministre sous les présidences de Ange Félix Patassé et François Bozizé, il passe dans l'opposition et prend la tête d'un mouvement rebelle actif dans le nord du pays. Il est porté disparu en janvier 2010.

## Carrière politique
Il est membre du MLPC, ministre des ressources énergétiques et minérales du président Patassé, de 1993 à 1996, de l'agriculture et de l'élevage, de février au 17 décembre 1997.
Le 27 novembre 1997, il fonde le Forum démocratique pour la modernité (FODEM), parti dont l'existence est légalisée le 4 mai 1998. Il est limogé du gouvernement en décembre 1997 et assigné à résidence pendant la majeure partie de l'année 1998. Il est élu député en novembre 1998.
Accusé d'avoir participé à la tentative de coup d'État du 28 mai 2001, il s'exile en Europe et est condamné à mort par contumace le 27 août 2002. En 2005, il est candidat à l'élection présidentielle, et recueille environ 3 % des voix au premier tour. Il se rallie alors au candidat arrivé en tête, François Bozizé.
Charles Massi est élevé au rang de Grand Officier de l'Ordre de la Reconnaissance de Centrafrique, pour services rendus à la nation (11 juin 2005).

## Dans l'opposition
En 2009, il se rend au Tchad, officiellement pour chercher une médiation avec le pouvoir en place à Bangui. Soupçonné de vouloir regagner clandestinement le nord de la Centrafrique, il est arrêté par les autorités tchadiennes, puis relâché après près de deux mois d'incarcération.
À nouveau arrêté en décembre 2009, il est remis aux autorités centrafricaines, incarcéré et déclaré décédé dans des circonstances non éclaircies. Son épouse, qui veut se rendre à Bangui pour s'informer à son sujet, est expulsée ; elle pense qu'il est mort sous la torture le 8 janvier 2010. La France et plusieurs groupes d'opposition demandent des explications sur son sort mais le gouvernement centrafricain déclare l'ignorer.
Son épouse Denise Massi, une Franco-Centrafricaine, après de vains efforts pour obtenir la vérité, meurt de maladie à Paris le 19 mars 2010.